# Kicsi kocsi – Tele a tank
A Kicsi kocsi – Tele a tank (eredeti cím: Herbie: Fully Loaded) 2005-ben bemutatott amerikai filmvígjáték, melyet Angela Robinson rendezett. A főbb szerepekben Lindsay Lohan, Justin Long, Matt Dillon és Michael Keaton látható.
Az Amerikai Egyesült Államokban 2005. június 17-én, Magyarországon pedig augusztus 25-én mutatták be.

## Cselekmény
Herbie egy 1963-as Volkswagen Bogár, amely arról híres, hogy a múltban páratlan bajnok volt, és számos sikert aratott a versenypályán. Különlegessége, hogy emberhez hasonló érzései vannak. Az évek során a versenyzői sikerei a feledés homályába merülnek, és egy roncstelepen köt ki. A  roncstelep tulajdonosa egy bizonyos Dave (Crazy Dave (Jeremy Roberts)).
Maggie Peyton (Lindsay Lohan) egy lány, aki épp most szerzett sportújságírói diplomát a Los Angeles-i egyetemen, és vakáción van, mielőtt legjobb barátnőjével, Charismával (Jill Ritchie) újságírói gyakorlatra megy New Yorkba. Érettségi ajándékként az apja, Ray Peyton (Michael Keaton), egykori NASCAR-sztár adja neki az autót.

## Szereplők
| Színész         | Szerep         | Magyar hang      |
| --------------- | -------------- | ---------------- |
| Maggie Peyton   | Lindsay Lohan  | Szinetár Dóra    |
| Trip Murphy     | Matt Dillon    | Selmeczi Roland  |
| Kevin           | Justin Long    | Dányi Krisztián  |
| ifj. Ray Peyton | Breckin Meyer  | Bartucz Attila   |
| id. Ray Peyton  | Michael Keaton | Dörner György    |
| Sally           | Cheryl Hines   | Málnai Zsuzsa    |
| Crash           | Jimmi Simpson  | Seszták Szabolcs |
| Charisma        | Jill Ritchie   | Mezei Kitty      |
| Larry Murphy    | Thomas Lennon  | Kárpáti Levente  |
| Crazy Dave      | Jeremy Roberts | Várkonyi András  |

## Autók a filmben
- VW Bogár: Volkswagen Bogár 1963 (Herbie)
- James: Ford Gran Torino 1974
- Ray: Chevrolet Silverado 2005/Ford F100 1973
- Trip: Chevrolet Monte Carlo 2005 / Pontiac GTO 2005 / Chevrolet Corvette 2005
- Ray Jr: Chevrolet Monte Carlo 2005
- Sally: Volkswagen New Beetle 2005
- Charisma: Volkswagen Touareg 2003

## Fordítás
- Ez a szócikk részben vagy egészben  a   Herbie: Fully Loaded című spanyol Wikipédia-szócikk fordításán alapul.  Az eredeti cikk szerkesztőit annak laptörténete sorolja fel. Ez a jelzés csupán a megfogalmazás eredetét és a szerzői jogokat jelzi, nem szolgál a cikkben szereplő információk forrásmegjelöléseként.